# Omicidio di Francesco Evangelista

Francesco Evangelista, detto Serpico (San Nicola la Strada, 13 marzo 1943 – Roma, 28 maggio 1980)

L'omicidio di Francesco Evangelista, un poliziotto italiano, venne commesso a Roma il 28 maggio 1980 a seguito di un agguato di terroristi di estrema destra appartenenti ai Nuclei Armati Rivoluzionari.

## Storia
Entrato nella Polizia di Stato nel 1962 a diciannove anni, dopo aver preso servizio presso la Scuola allievi sottufficiali di Nettuno (RM) Evangelista, prestò servizio come appuntato di pubblica sicurezza presso la questura di Roma, alla sezione volanti, e presso il commissariato Porta Pia, all'epoca sito in via dei Villini a Roma. Per il suo coraggio era chiamato Serpico, dall'omonimo film del 1973. Esperto di arti marziali, aveva effettuato centinaia di arresti. Nel 1975, durante una colluttazione con due ladri d'appartamento nel quartiere Salario, venne gettato dal primo piano fratturandosi la colonna vertebrale. Salvatosi fortunatamente, già durante la convalescenza, ancora con il busto ortopedico addosso, riuscì a disarmare ed a catturare un rapinatore di banca.

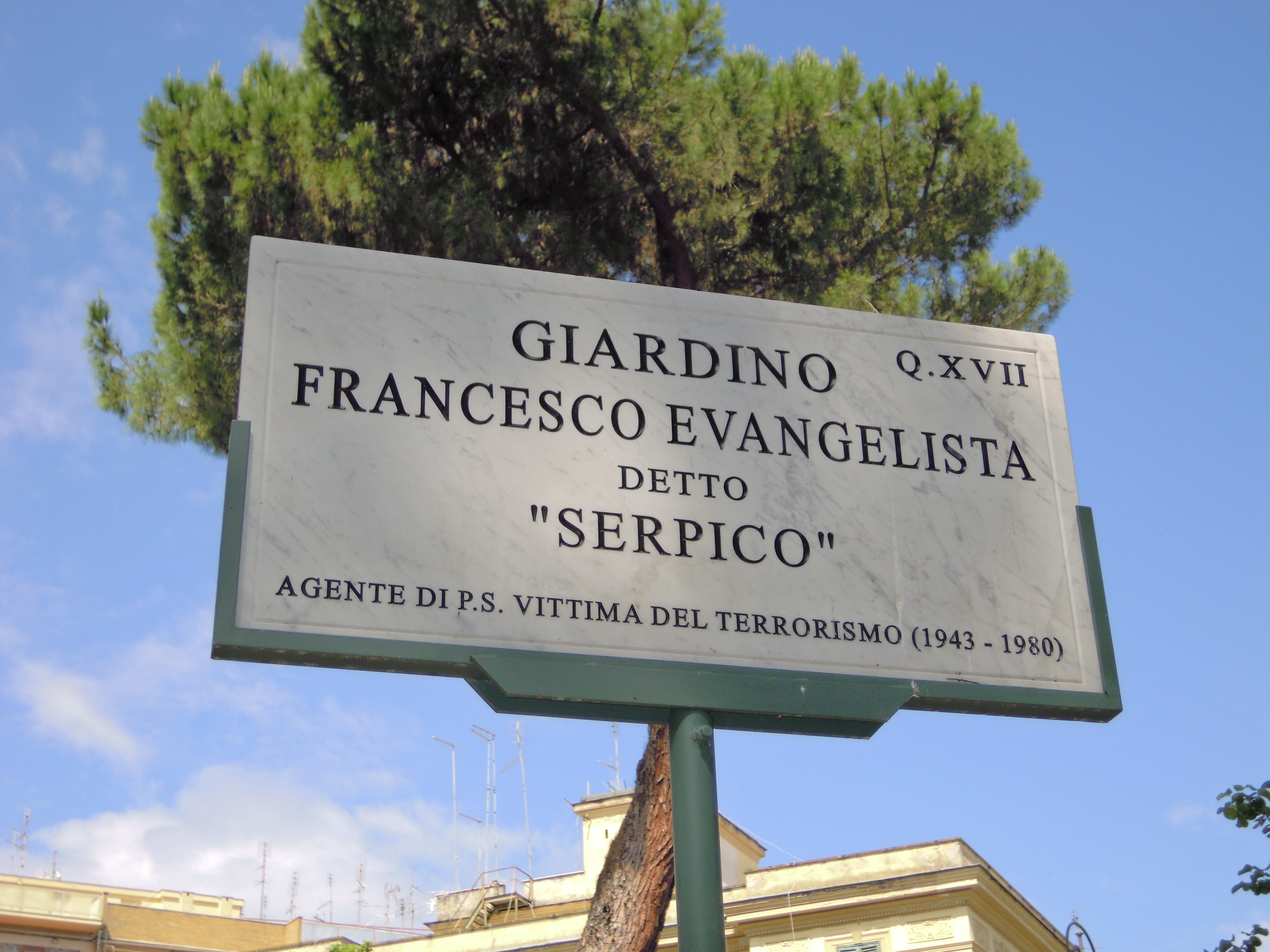
Targa commemorativa nel giardino di piazza Trasimeno

La mattina del 28 maggio 1980, mentre era in servizio in pattuglia con altri due colleghi, davanti al liceo "Giulio Cesare" di Roma, attorno alle 8:10 venne attaccato da un commando terroristico appartenente ai NAR, formato da Valerio Fioravanti, Giorgio Vale, Francesca Mambro, Luigi Ciavardini e Gilberto Cavallini. Come in altre occasioni, i terroristi avevano come obiettivo quello di disarmare degli agenti e di impossessarsi delle loro armi, come i mitra Beretta MAB 38, in modo da “ridicolizzare la militarizzazione del territorio” da parte delle forze dell'ordine. La reazione degli agenti, però, scatenò un conflitto a fuoco conclusosi con l'uccisione di Evangelista, colpito da sette pallottole, ed il ferimento dei colleghi Antonio Manfreda e Giovanni Lorefice.

## Commemorazioni
Fu insignito di medaglia d’oro al valor civile.
Dal 28 maggio 2015, a Serpico viene intitolato il giardino su corso Trieste dove è avvenuto l'attentato. Nella città di San Nicola la Strada (CE) è presente una via che porta il suo nome. 